# 충방그룹
충남방적그룹(忠紡─)은 1954년에 설립된 섬유류 제조업체인 충남방적(주)을 모기업으로 하는 대규모 기업집단으로 1970년대부터 1990년대 말까지 대한민국 최대 면방그룹이었다. 창업주는 청운 이종성이다.

## 역사
1954년 12월 국안방적(주)으로 설립한 뒤 1970년 5월 충남방적(주)으로 상호를 변경하였다. 첫 해 면사 6만9천달러 수출에 성공하고 이듬해에는 49만달러 수출도 이루어냈다. 곧바로 증설에 나서 5만9천76추의 증설공사를 마쳤다. 1973년 4월 본사를 천안으로 이전하였으며 수덕운수주식회사를 설립했다. 1974년 10월 일본에 지사를 설치하고 같은 해 12월 홍콩에 지사를 설치하였다. 충남방적은 1973년과 1974년 면방불황이 극에 달했을 당시 13만추를 증설했고 76년에는 27만3천추 규모의 중견회사의 기틀을 마련했다. 1975년 8월 싱가포르에 지사를 설치하였고, 1976년 1월 대성모방주식회사와 한흥증권을 인수해 사업을 확장하고, 충남방적 예산공장을 준공했으며, 홍콩에 충남방적 현지법인도 설립했다. 1976년 4월 서독에 지사를 설치하였으며, 같은 해 6월에 기업을 공개하며 증권거래소에 주식을 상장하였다. 1977년 한일건설진흥주식회사를 설립하고 한국이연공업주식회사를 인수했으며, 1978년 창업 8년만에 1억불 수출탑을 수상했다. 이는 국내 기업체들 중 수출 랭킹 17위로 기록됐는데 당시 섬유, 그것도 면제품 단일 품목으로 1억불 수출을 이룩한 것은 재계에서도 획기적인 일이었다. 1978년 3월 충남직물(주)을 흡수합병하였고, 1979년에는 충남 대덕군에 아시아 최대의 방적공장을 건설, 창업 9년만에 면방왕을 차지했다. 26만추 규모의 이 공장은 불황기에 기존업체들이 반납한 증설물량을 따내 이루어졌다. 충방그룹은 80년대 30대 그룹군, 재계 (당기순익) 순위 18위까지 오르며 계열사 중 1개사 매출액만도 3천억원을 넘어설 정도로 빠르게 성장했다. 이어 호황기를 맞으면서 충남방적은 면방재벌의 위치를 굳혔다.
1979년 3월에는 확보했던 27만평의 대지에 대전공장을 준공하고, 대전염색가공공장을 설립해 충남방적은 면정방시설 52만추, 직기 4천4백대를 보유한 국내 최대의 면방업체로 자리매김한다. 그 해 2억불 수출탑을 수상했다. 충남방적그룹은 수출업무의 효율화를 위해 이를 전담할 무역회사로서 별도법인체인 (주)충방을 설립한다. 충남방적 이종성회장은 일찌감치 글로벌시장 진출을 도모한다. 1980년 로스앤젤레스 사무소에 이어 미국 중동부지역의 시장확대와 수출입업무를 뉴욕에 사무소를 개설하며 일본, 홍콩, 싱가포르, 방글라데시, 호주, 이탈리아, 서독 등 총 9개의 해외 지사망을 갖게된다. 1981년 충남 홍성에 혜전대학교를 설립하여 육영사업을 시작한다. 1982년 미국에 충남방적 현지법인을 설립하고 1983년 7월 기술연구소를 설립하였다. 1987년 3억불 수출탑을 수상했다. 1987년 충남방적그룹은 자동차부품 및 관광사업진출 등 그룹차원의 업종다각화를 적극 추진하기 시작한다. 1987년 12월 대성모방(주)을 흡수합병하였다. 1988년 일본 오사카(大阪)에 충남방적 현지법인을 설립하고, 일본 이연과 합작해 대한이연주식회사를 설립했으며, 1989년 온양에 그랜드파크호텔을 세웠다. 당시 국내최대의 면방업체로 보수적이라는 평가를 받아온 충남방적이 면방업 계열화와 함께 자동차부품 레저분야 등 그룹차원의 신규사업진출 및 사업다각화를 시도해 관심을끌었다. 1992년에는 베트남과 합작해 호치민에 충남베트남섬유주식회사, 동나이(同奈)에 충남베탕섬유주식회사를 설립했다. 인도와 합작해 현지에 인도카운트 충남섬유주식회사를 설립했다. 1996년에는 충방엔지니어링(주)와 충방텍스타일(주)을 설립했다.
충남방적(주)는 1992년 4월 1일 대규모 기업집단으로 지정되었다. 기업집단 소속으로는 모기업인 충남방적(주)를 포함하여 (주)충방, 청화상사(주), 한국이연공업(주), 수덕운수(주) 등이다. 1994년에는 복합건물 건설, 민방참여 추진, 해외 생산시설 확대 등 사업다각화를 적극적으로 추진하며 발빠른 변신을 시도했다.
충방그룹은 80-90년대 재벌랭킹 30위권을 오르내리며 재계 장수기업 리스트에 오르기도 할만큼 대한민국을 대표하는 기업체였다. 방적기 58만2천여추에 그룹 매출액의 90%이상을 차지하고 있는 충남방적은 시설규모나 매출액, 수출 등 모든면에서 대한민국 최대 면방기업의 자리를 지켰다.
그러나 창업주 청운 이종성 회장의 1995년 12월 타계 후 닥친 IMF 외환위기를 겪으면서 1998년 11월 워크아웃 대상기업으로 선정된다. 1999년 3월 충방엔지니어링(주)을 매각하고 5월에 에너지공급 사업권을 반납하였다. 2000년 12월 (주)충방을 흡수합병하였고, 2002년 결국 11월 회사매각정리절차 개시를 신청한 뒤 2007년 12월 회사정리절차가 종결되었다.
현재 충남방적은 (주)에스지엔지를 사업지주회사로 하는 SG그룹의 계열회사로 편입되었다. 2008년 3월 (주)에스지글로벌로 상호를 변경하였다가 2010년 3월에 지금의 상호인 (주)에스지충남방적으로 변경하였다.